# Monumento alla Terza Internazionale

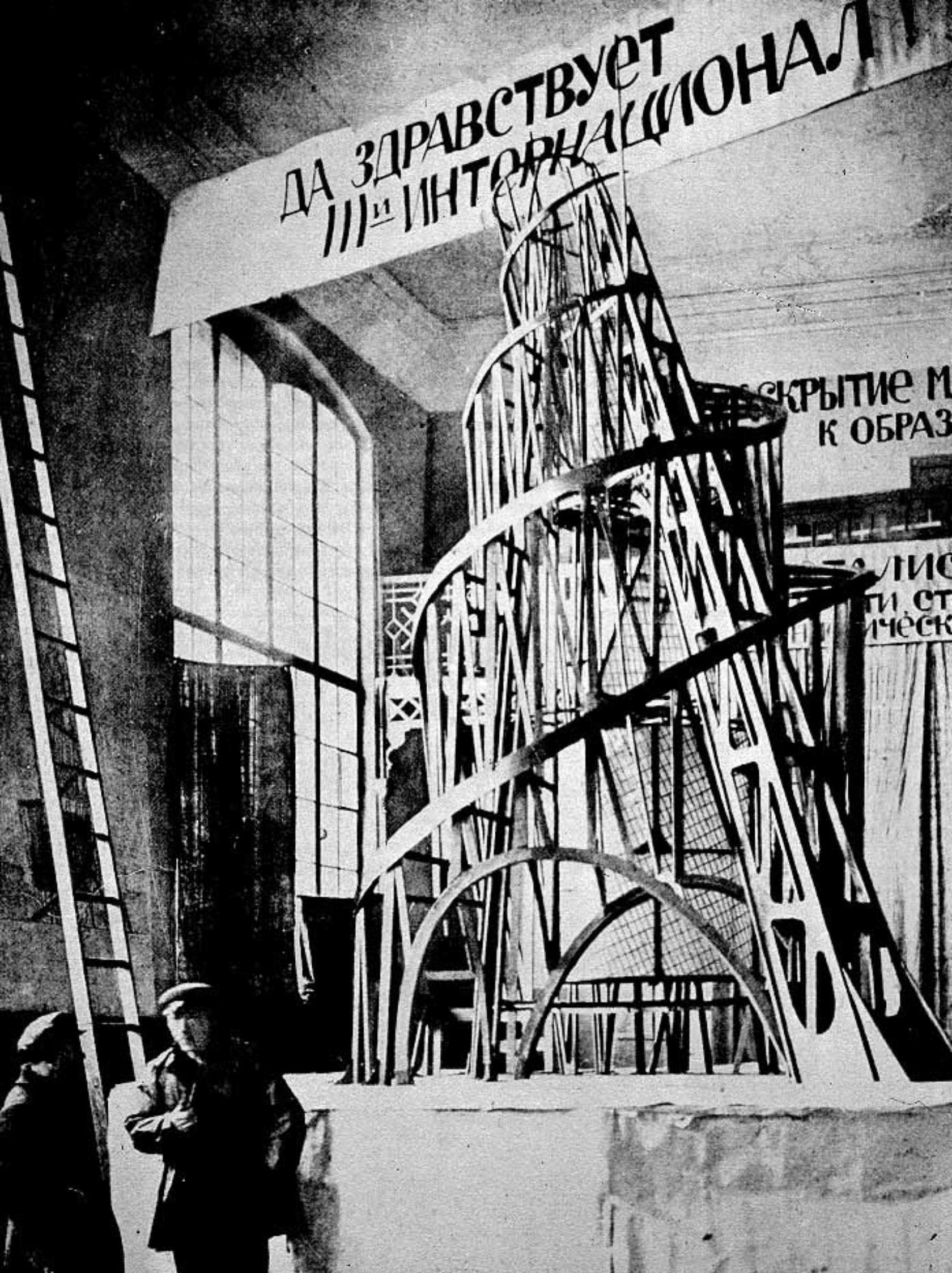
Vladimir Tatlin e un modello del suo Monumento alla Terza Internazionale, Mosca, 1920.

Il monumento alla Terza internazionale è stato un progetto per un grande edificio monumentale dell'artista russo e architetto Vladimir Tatlin, che non fu mai costruito. Fu progettato per essere eretto a Pietrogrado dopo la Rivoluzione d'ottobre del 1917, come quartier generale e monumento del Comintern. A Tatlin venne affidato il progetto di una costruzione che mostrasse l'importanza del nuovo orizzonte storico, ma che fosse, al tempo stesso, priva di retorica celebrativa. 

## Progetto
La torre costruttivista di Tatlin doveva essere costruita con materiali industriali: ferro, vetro e acciaio. Materiali, forma e la funzione, erano state concepite come un simbolo imponente della modernità.
Principalmente composta da due eliche a spirale, esse dovevano arrivare a 400 metri di altezza e, attorno a queste, i visitatori sarebbero stati trasportati con l'aiuto di vari dispositivi meccanici. La struttura principale avrebbe dovuto contenere quattro grandi strutture geometriche sospese. Queste strutture avrebbero ruotato a velocità diverse. Alla base della struttura c'era un cubo nel quale si sarebbero potute svolgere conferenze, dibattiti  e riunioni legislative, questa parte del monumento avrebbe completato una rotazione nell'arco di un anno. Sopra il cubo ci sarebbe stata una piramide più piccola che avrebbe ospitato attività esecutive, la cui rotazione avrebbe impiegato un mese. Più in alto ci sarebbe stato un cilindro, il quale avrebbe dovuto ospitare un centro informazioni, dal quale si sarebbero potuti emettere bollettini e manifesti via telegrafo, radio e altoparlante e avrebbe effettuato una rotazione una volta al giorno. Nella parte superiore, sarebbero state allocate delle apparecchiature radio. Era in progetto anche l'installazione di un gigantesco schermo a cielo aperto sul cilindro e un altro proiettore che sarebbe stato in grado di trasmettere messaggi sulla coltre delle nuvole nei giorni nuvolosi.

## Valutazioni
Simbolicamente, si dice che la torre rappresenti le aspirazioni dell'URSS e una sfida alla Torre Eiffel come il principale simbolo della modernità. Il critico sovietico Viktor Šklovskij l'ha definito come un monumento "fatto di acciaio, vetro e rivoluzione".

## Modelli
Ci sono modelli del Monumento alla Terza internazionale al Moderna Museet di Stoccolma, in Svezia, alla Galleria Tret'jakov a Mosca, e al Musée National d'Art Moderne presso il Centro Georges Pompidou a Parigi. Un modello 1:42 è stato costruito alla Royal Academy of Arts di Londra nel novembre 2011. Nel settembre 2017, lo stesso modello 1:42 è stato eretto come parte della "Russian Season" al Sainsbury Centre for Visual Arts della città di Norwich. Si prevede che diventi un'installazione permanente del "parco delle sculture" dell'Università dell'Anglia orientale.
La fontana di luce dell'artista cinese Ai Weiwei, realizzata nel 2007 e attualmente in mostra al Louvre Abu Dhabi, è modellata sul Monumento alla Terza internazionale di Tatlin.